# بیانتزه
بیانتزه (به ایتالیایی: Bianzè) یک کومونه در ایتالیا است که در استان ورسلی واقع شده‌است.

## خصوصیات
بیانتزه ۴۱٫۸ کیلومترمربع مساحت و ۲٬۰۱۱ نفر جمعیت دارد و ۱۸۲ متر بالاتر از سطح دریا واقع شده‌است.